# Арк (Аверон)
Арк (фр. Arques) насеље је и општина у јужној Француској у региону Миди Пирене, у департману Аверон која припада префектури Родез.
По подацима из 2011. године у општини је живело 118 становника, а густина насељености је износила 10,45 становника/km². Општина се простире на површини од 11,29 km². Налази се на средњој надморској висини од 800 метара (максималној 947 m, а минималној 714 m).

## Демографија
| 1962. | 1968. | 1975. | 1982. | 1990. | 1999. | 2011. |
| ----- | ----- | ----- | ----- | ----- | ----- | ----- |
| 145   | 166   | 147   | 121   | 136   | 123   | 118   |

График промене броја становника у току последњих година